# La Course des poivrots
La Course des poivrots (letteralmente, in italiano, Gara tra ubriachi) è un cortometraggio muto del 1907. Il nome del regista non viene riportato nei credit.

## Produzione
Il film fu prodotto dalla Pathé Frères.

## Distribuzione
Distribuito dalla Pathé Frères, il film - un cortometraggio di 115 metri - uscì nelle sale francesi nel 1907. La Pathé lo distribuì anche negli Stati Uniti, dove venne importato e presentato il 23 novembre 1907 con il titolo inglese Tippler's Race.